# پدرو آرایا تورو
پدرو آرایا تورو (اسپانیایی: Pedro Araya Toro‎؛ زادهٔ ۲۳ ژانویهٔ ۱۹۴۲) بازیکن فوتبال اهل شیلی است.

## باشگاهی
از باشگاه‌هایی که در آن بازی کرده‌است می‌توان به باشگاه فوتبال یونیورسیداد شیلی و باشگاه فوتبال اطلس اشاره کرد.

## تیم ملی
وی همچنین در تیم ملی فوتبال شیلی بازی کرده‌است.